# Schafherde
Schafherde ist der Titel eines spätexpressionistischen Gemäldes des deutschen Malers Ernst Ludwig Kirchner, das eine Schafherde vor dem Hintergrund seines Wohnhauses in Frauenkirch-Wildboden und einer Berglandschaft darstellt. Das Bild entstand im Jahr 1938 und ist Kirchners letztes Werk. Es gehört heute zum Bestand des Brücke-Museums in Berlin-Dahlem.

## Beschreibung
Ausgeführt ist das Bild in der Technik Ölmalerei auf Leinwand. Es hat im rechteckigen Format die Maße 101 × 120 cm. Im Kirchner-Werkverzeichnis des US-amerikanischen Kunsthistorikers Donald E. Gordon trägt es die Nr. G 1024.
Das Bild zeigt in seinem unteren Drittel im Vordergrund eine vielköpfige Schafherde. Im Hintergrund ist das Wildboden-Haus vor einer Berglandschaft zu sehen. Die Konturen des Hauses verschwimmen, die Farben entsprechen nicht der Natur, sondern dem künstlerischen Konzept Kirchners. Insgesamt wirkt das Bild düster, nur die Schafherde leuchtet goldgelb und zieht den Blick des Betrachters auf sich.
Wie lange Kirchner an diesem Bild gearbeitet hat und wann er mit den Vorarbeiten dafür begann, ist nicht bekannt. Es ist jedoch sicher, dass es sein letztes Werk war. Zum Zeitpunkt seiner Selbsttötung stand es nach Aussage seiner Lebensgefährtin neben ihm auf der Staffelei im Wildboden-Haus.

## Rezeption

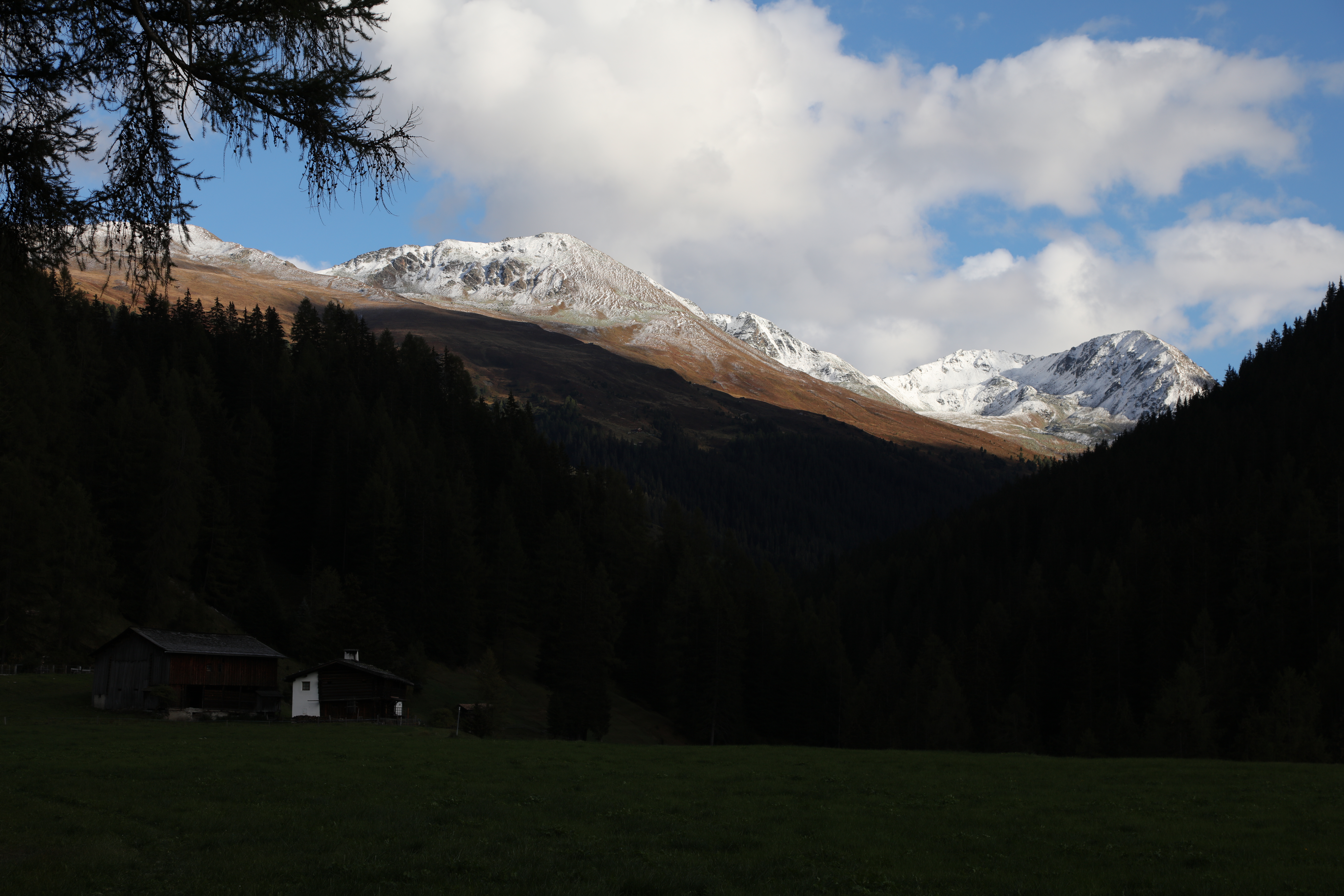
Leuchtende Berge über dem Wildboden-Haus

Der deutsche Internist Albert Schretzenmayr vertrat im Jahr 1983 bei einem Seminarkongress der Bundesärztekammer in Davos die These, dass Ernst Ludwig Kirchner an einer zu seinen Lebzeiten unerkannten larvierten Depression litt, und führte das Bild „Schafherde“ als typisches Beispiel dafür auf.

„Sein Haus auf dem Wildboden ist kaum wiederzuerkennen: Keine Tür, keine Blumen, keine Fernsicht, blinde Atelierfenster. Eine große Schafherde, kreisförmig um das Haus gelagert, versperrt den Weg nach draußen, den Weg in die Freiheit. Wer je einmal in eine Schafherde geriet, der weiß, wie sie blockieren kann.“

## Provenienz
Das Bild „Schafherde“ stammt aus Kirchners Nachlass. Es gelangte in die USA zur Sammlung Arthur Caplan, Los Angeles, danach in die Art Galleries der University of California. Heute ist es Bestandteil der Sammlung des Brücke-Museums Berlin und gehört dort zu den regelmäßig ausgestellten Bildern.

## Ausstellungen (Auswahl)
- 2010 Städel Museum, Frankfurt am Main
- 2016 Stadthalle Balingen